# Weißmantelspecht
Der Weißmantelspecht (Campephilus leucopogon) ist eine neotropische Spechtart aus der Gattung Campephilus. Er kommt in Bolivien, Paraguay, Uruguay, Argentinien und Brasilien vor. Die Art gilt als monotypisch.

## Merkmale

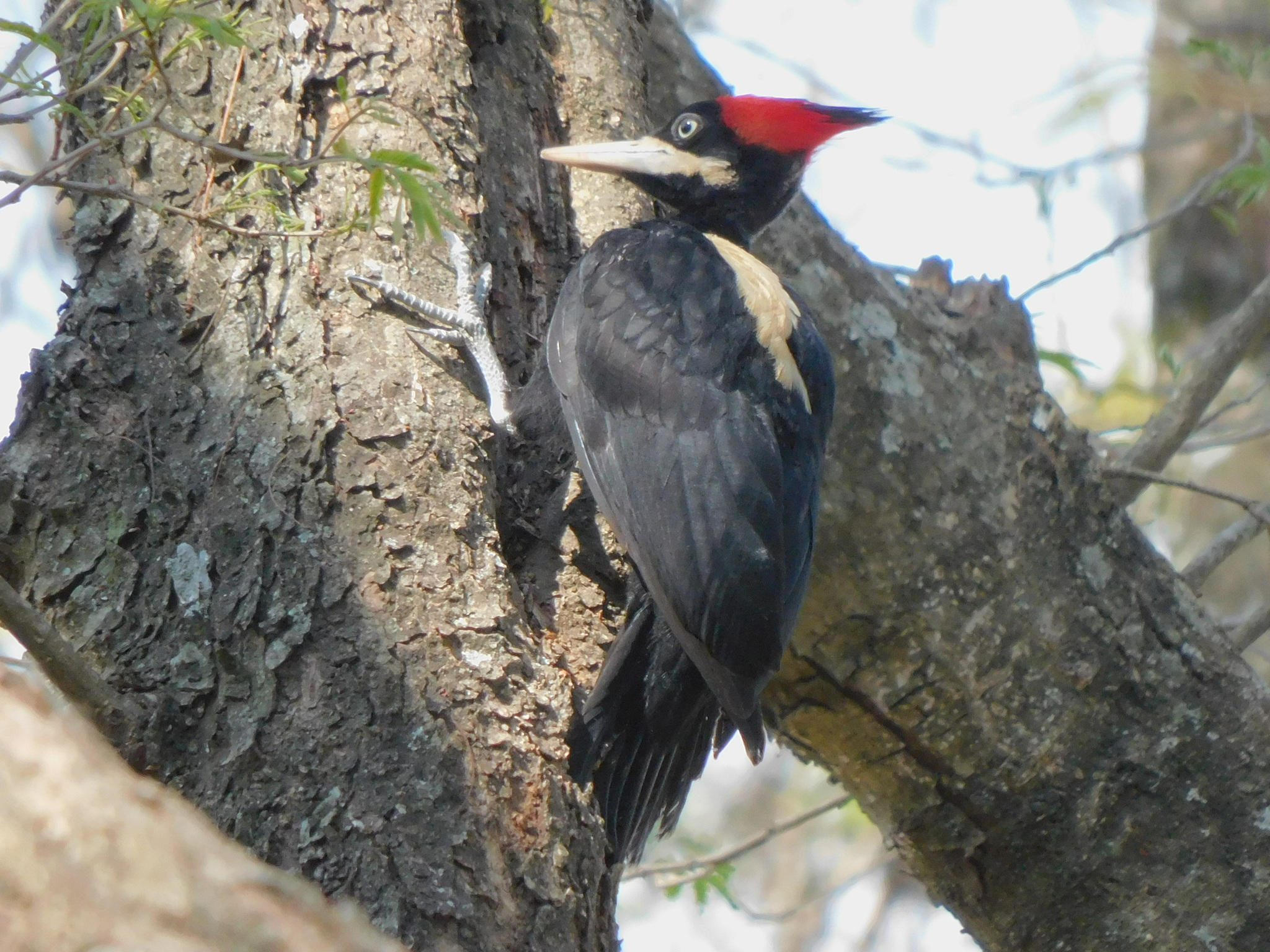
Weiblicher Weißmantelspecht

Der Weißmantelspecht erreicht eine Größe von 28 bis 30 cm und ein Gewicht von 203 bis 281 g. Das Männchen hat einen kleinen, ovalen, schwarzweißen Fleck an den unteren hinteren Ohrdecken. Der übrige Kopf und die Haube sind rot. Rote Federspitzen sind in variablen Abständen entlang des Halses zu erkennen. Im abgetragenen Gefieder färben sie sich schwarz. Die Mantelfedern sind weiß mit hell beige-zimtfarbenen Spitzen. Hinterrücken und Oberschwanzdecken sind schwarz. Manchmal weist die Rückenmitte einige schwarzgebänderte gelbbraune Federn auf. Die Oberflügel sind schwarz. Die Hand- und Armschwingen haben einen großen hell zimtfarbenen Bereich in Richtung der Basen der Innenfahnen. Die Schwanzober- und -unterseite sind schwarz. Die Unterflügel sind schwarz, hell zimtfarben an den Basen der Hand- und Armschwingen und weißlich bis blass zimtfarben an den Unterflügeldecken am vorderen Flügelrand. Der lange, elfenbeinfarbene Schnabel ist gerade, meißelförmig und sehr breit über den Nasenlöchern. Die Iris ist hellgelb, die Beine sind grau. Das Weibchen hat eine längere Haube als das Männchen. Die Bereiche von der Stirn bis zur Haubenmitte, um die Augen und entlang der hinteren Ohrdecken sind schwarz. Ein schwarzgesäumter, breiter, cremefarbener Wangenstreif verläuft von der Schnabelbasis bis zu den unteren Ohrdecken. Hals und Oberkinn sind schwarz. Bei den juvenilen Vögeln ist der Kopf mehr orange und weniger intensiv rot gefärbt. Das junge Männchen ähnelt dem ausgewachsenen Weibchen, Scheitel und Haube sind jedoch mehr rot und der weiße Wangenstreif ist mit roten Federn durchsetzt. Das Kinn ist mehr schwarz. Beim jungen Weibchen ist die Rotfärbung auf den Hinterscheitel und die Rückseite der Haube beschränkt.

## Lautäußerungen
Der Ruf ist ein „pi-ow“ oder „kwee-yaw“, das manchmal wiederholt wird. Bei Begegnungen zwischen den Partnern, sind surrende Töne zu vernehmen. Das Trommeln ist ein Doppelpochen.

## Lebensraum

Verbreitungsgebiet

Der Lebensraum umfasst Trockenwälder im Gran Chaco, Savannen, Wiesen mit Gehölzen, Haine und Wälder in der Übergangszone in Höhenlagen bis 2500 m.

## Nahrungsverhalten
Außerhalb der Brutsaison lebt der Weißmantelspecht einzelgängerisch. Die Nahrung besteht aus Käferlarven. Er geht in großen Bäumen, vereinzelten Bäumen in offenen Gebieten und umgefallenen Baumstämmen auf Nahrungssuche, wobei er die Larven durch kraftvolles Hämmern aus der Rinde hervorholt. Picken und Bohren kommen seltener vor.

## Fortpflanzungsverhalten
Die Brutzeit liegt hauptsächlich im September, kann sich aber bis in den Oktober und November erstrecken. Die Nisthöhle wird in 6 bis 8 m Höhe in einem Baum oder einer Palme errichtet. Die Nestöffnung ist tropfenförmig. Beide Eltern kümmern sich um die Nestlinge. Informationen zur Gelegegröße, Brutdauer und Nestlingszeit liegen nicht vor.

## Etymologie und Forschungsgeschichte
Die Erstbeschreibung des Weißmantelspechts erfolgte 1826 durch Achille Valenciennes unter dem wissenschaftlichen Namen Picus leucopogon. Das Typusexemplar wurde von Auguste de Saint-Hilaire in Brasilien gesammelt. 1840 führte George Robert Gray die Gattung Campephilus ein. Der Begriff leitet sich vom griechischen καμπη campē für Raupe und φιλος philos für Liebhaber ab. Der Artname »leucopogon« leitet λευκος leucos für weiß und πωγωνος pōgōn bzw. lateinisch pōgōnos ‚Bart‘ ab. Alfred Laubmann bestätigte die bisher wenig in Paraguay bekannte Art aufgrund von Sammelexemplaren der „2. Gran-Chaco-Expedition“ von 1931 bis 1933 durch Hans Krieg (1888–1970), Erwin Lindner (1888–1988) und Michael Mathias Kiefer (1902–1980). Allerdings stellte er ihn in die Gattung Phloeoceastes Cabanis, 1862.

## Status
BirdLife International klassifiziert den Weißmantelspecht als „nicht gefährdet“ (least concern). Bestandsdaten gibt es nur wenig, vermutlich ist er selten. Der Weißmantelspecht kommt in mehreren Schutzgebieten vor, darunter im Parque Nacional El Rey, im Nationalpark Calilegua und im Parque y reserva natural Chancaní in Argentinien.